# Mamoudou Karamoko
Mamoudou Karamoko (Párizs, 1999. június 8. –) francia labdarúgó, aki jelenleg a Dinamo București játékosa.

## Pályafutása

### Klubcsapatokban
Karamoko szülővárosában, a francia Paris FC csapatában kezdett el futballozni, majd 2016-ban az RC Strasbourg akadémiájához került. 2018 és 2019 között a klub második számú csapatában huszonhét mérkőzésen nyolc gólt szerzett. 2019 és 2020 között a német élvonalbeli Wolfsburg csapatában futballozott, ahol többnyire a klub második számú csapatában szerepelt a negyedosztályban. A Wolfsburg első számú csapatában egy mérkőzésen lépett pályára; 2020. február 23-án a Mainz elleni Bundesliga-mérkőzésen Josip Brekalo helyére cserélték be a 82. percben. 2020 nyarán az osztrák élvonalbeli LASK Linz szerződtette; a klubban összesen tizenhat bajnoki mérkőzésen lépett pályára, valamint szerepelt a 2020–2021-es Európa-liga és a 2021–2022-es UEFA Európa Konferencia Liga csoportkörében is. 2022 januárjában a dán élvonalbeli FC København játékosa lett; a csapattal kétszeres dán bajnok és egyszeres kupagyőztes, valamint pályára lépett a 2022–2023-as UEFA-bajnokok ligája csoportkörében. 2025. július 7-én leigazolta a Dinamo București.

#### Fehérvár
2023 augusztusában egyéves kölcsönszerződést kötött a magyar élvonalbeli Fehérvár FC csapatával. Az első osztályban 2023. augusztus 5-én mutatkozott be egy Ferencváros elleni mérkőzésen. 2024. április 13-án az NB I 28. fordulójában a Paks elleni idegenbeli mérkőzésen az ő duplájával 2–1-re megnyerték az ezüstrangadót.

#### Újpest
2024. július 9-én jelentették be, hogy a fővárosi Újpest FC csapatába igazolt. Első gólját a DVTK ellen szerezte 2025. február 1-én.

## Sikerei, díjai
FC København
- Dán bajnok: 2021–22, 2022–23
- Dán kupa: 2022–23